# Heksobarbital
Heksobarbital (łac. Hexobarbitalum) – organiczny związek chemiczny, pochodna barbitalu. Używany jako środek znieczulający do krótkich operacji. Wstrzyknięty dożylnie w dużej dawce powoduje natychmiastową utratę przytomności. Jest niebezpieczny po podaniu weronalu lub innych barbituranów. Należy do grupy barbituranów krótko działających.

## Objawy zatrucia
Przewlekłe nadużywanie heksobarbitalu objawia się zaburzeniami koordynacji i mowy, agresją i nadmierną drażliwością dając obraz kliniczny podobny do stanu upojenia alkoholowego. Ostre zatrucie charakteryzuje się utratą przytomności, niewydolnością, a w konsekwencji zapaścią krążeniową oraz porażeniem ośrodka oddechowego.
W trakcie II wojny światowej wykorzystywany był w postaci zastrzyków dosercowych do zabijania więźniów w KL Dachau przez Hauptsturmführera Hansa Eisela.